# جوزپه دی کوپا
جوزپه دی کوپا (ایتالیایی: Giuseppe Di Capua؛ زادهٔ ۱۵ مارس ۱۹۵۸) قایقران روئینگ اهل ایتالیا است.
وی همچنین برندهٔ جوایزی همچون نشان شایستگی از جمهوری ایتالیا شده‌است.
وی در مسابقات کشوری و بین‌المللی در مجموع برندهٔ ۲ مدال طلا، ۱ مدال نقره شده‌است.